# Евгения Тур
Евгения Тур (12 (24) августа 1815, Москва — 15 (27) марта 1892, Варшава, настоящее имя Елизавета Васильевна Салиас-де-Турнемир, урождённая Сухово-Кобылина) — русская писательница, переводчица,  хозяйка литературного салона. Сестра драматурга А. В. Сухово-Кобылина и художницы С. В. Сухово-Кобылиной, мать писателя Е. А. Салиаса.

## Ранние годы

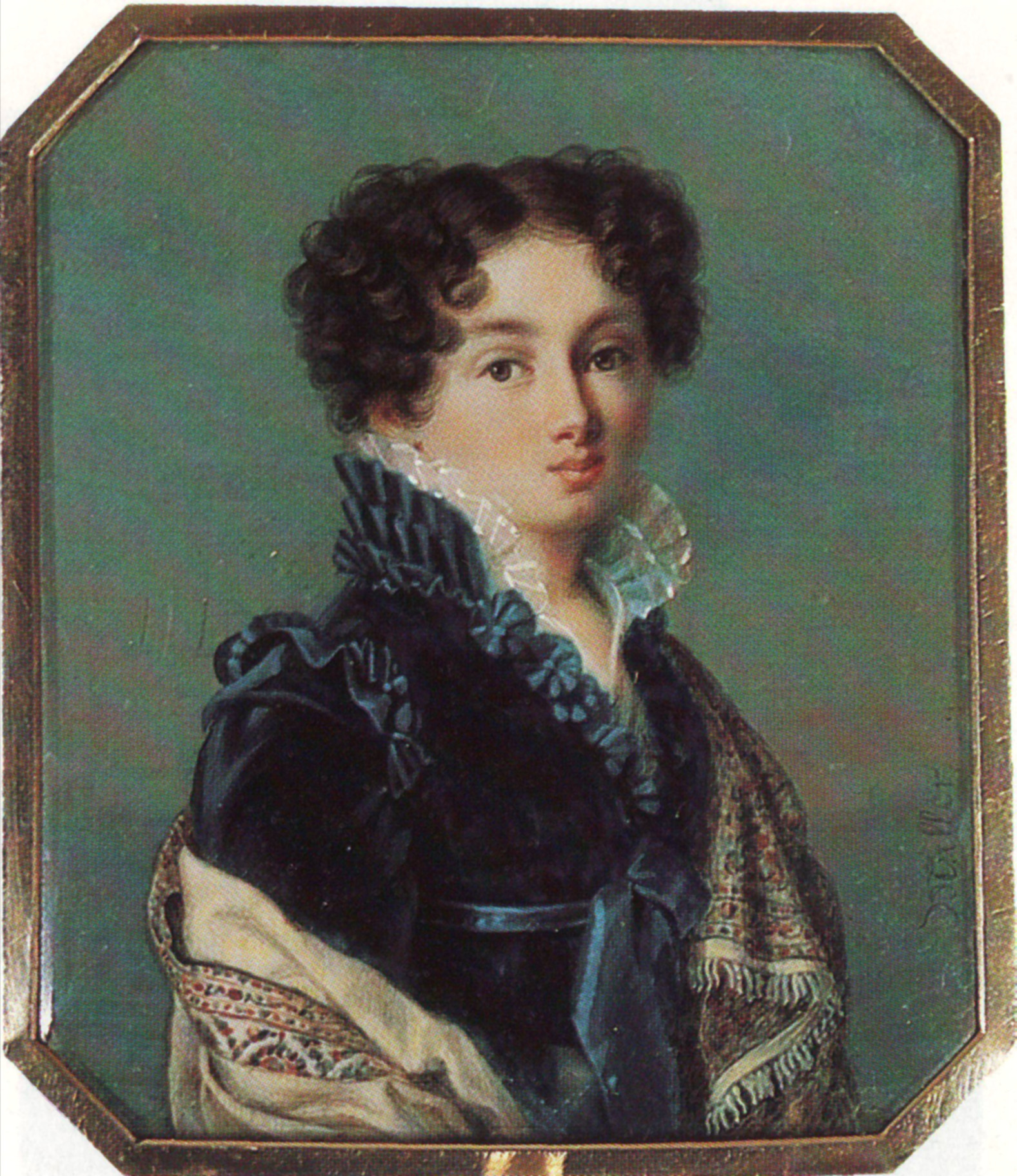
Мария Сухово-Кобылина (1814)

Родилась в Москве в дворянской семье Сухово-Кобылиных. Родители: отец — Василий Александрович Сухово-Кобылин (1782—1873), участник войны 1812 года, предводитель дворянства Подольского уезда Московской губернии, сопровождал императора Александра при въезде воинов-победителей в Париж; мать — Мария Ивановна, из богатейшей фамилии Шепелевых (1789—1862). Крещена 21 августа 1815 года в церкви Георгия Победоносца на Лубянке при восприемстве В. Д. Арсеньева и бабушки Е. П. Шепелевой, известна как неистовая крепостница — родовая черта — властная и не безразличная к искусству.
Елизавета Васильевна получила хорошее домашнее образование. Её учителями были профессора Московского университета: С. Е. Раич, М. П. Погодин, Ф. Л. Морошкин, М. А. Максимович, Н. И. Надеждин. Обучение заканчивала заграницей. В доме родителей был литературный салон Сухово-Кобылиных, который был заметным на культурном ландшафте Москвы1830-х годов. Здесь бывали: профессора Московского университета, видные литераторы и философы, прославленные театральные режиссеры и исполнители, талантливая молодежь.
С Николаем Ивановичем Надеждиным у неё сложились романтические отношения. Роман наделал много шуму, вызвав немало толкований и современников, и последующих исследователей. Сторонники романтической версии этой истории полагали, что обстоятельства не благоприятствовали влюбленным, поскольку семья Сухово-Кобылиных противилась неравному браку «поповича» Надеждина и потомицы[кого?] боярина Андрея Кобылы, предка Романовых. Другие же считали, что сам Надеждин не выдержал испытания этим романом. Николай Иванович и Елизавета Васильевна хотели обвенчаться тайно, однако их замысел не удался. Несостоявшегося жениха вскоре арестовали из-за помещенного в «Телескопе» письма Чаадаева и по завершении следствия отправили в ссылку в Усть-Сысольск, куда Елизавета Васильевна писала письма. Вскоре родители увезли дочь «от греха подальше» за границу.
4 [16] февраля 1838 года в Штутгарте Елизавета Васильевна вышла замуж за обедневшего графа Анри из благородного французского рода Салиас-де-Турнемир (Sailhas de Tournemire; известен с 1264 года). Вскоре они поселились в Москве. Анри, получив солидное приданое, занялся коммерцией. Вложил средства в производство шампанских вин, однако, дело не пошло, и вложенные средства пропали. Плохо отразилась на семейном капитале тяжба в отношении брата Елизаветы Васильевны. В итоге, когда в 1844 году Анри Салиас-де-Турнемир за участие в дуэли был выслан из России и уехал один, жена с детьми остались в России без средств к существованию.

## Начало литературной деятельности

Граф Анри Салиас-де-Турнемир, муж писательницы.

После отъезда мужа Елизавета Васильевна, оказавшись «соломенной» вдовой, стала вести вполне эмансипированную жизнь. Еще в юности, увлекаясь литературой, при прямом содействии Николая Надеждина она поместила  в «Телескопе» несколько переводов из «Путевых впечатлений» Александра Дюма. Теперь она устраивает в своем доме литературный салон, считавшийся одним из лучших в Москве того времени. В разное время его посещали А. И. Тургенев, Н. П. Огарев, Т. Н. Грановский, Н. X. Кетчер, В. П. Боткин, И. С. Тургенев, А. И. Левитов, В. А. Слепцов, Н. С. Лесков, К. Н. Леонтьев и др.

Вскоре взялась за перо и сама хозяйка салона. В 1849 в журнале «Современник» (т. 17, кн. 10) появилась первая повесть Елизаветы Васильевны «Ошибка» под псевдонимом «Евгения Тур». Собственное дебютное произведение на русском языке имело большой успех. Очень хорошо о ней отозвался А. Н. Островский, приветствовавший рождение «нового самобытного таланта» Он признал, что «повесть написана живо и чистым русским языком», что «характеры большею частью мастерски нарисованы и верны действительности»; указал и на «единственный недостаток» — избыточность длинных описаний и рассуждений. Тургенев, читая повесть, отмечал:
«...поразила всех своей искренностью, неподдельным жаром чувства, какою-то стремительностию убеждений и благородным мужеством души, оставшейся юной под ударом горя, не впавшей в болезненную грусть. Сверх того, от страниц “Ошибки” веяло Москвой, Московским обществом»
В следующем году в том же «Современнике» был напечатан роман «Племянница», так же восторженно встреченный читателями и критикой. И. С. Тургенев писал:
«Блестящие надежды, возбужденные госпожою Тур, оправдались настолько, что уже перестали быть надеждами и сделались достоянием нашей литературы: дарование госпожи Тур, слава Богу, не нуждается в поощрении и может с честью выдержать самую строгую оценку».

«Эти страницы – мы говорим это с твердым убеждением – останутся в русской литературе. Они – быть может! – станут в ряду тех избранных поэтических вымыслов, которые сделались нашими, домашними, о которых мы любим думать, симпатия к которым переходит, наконец, в привычку, тесно связанную со всем лучшим в наших воспоминаниях».
В следующие несколько лет из под пера Евгении Тур выйдут новые произведения: повести «Долг», «Две сестры» (1851), «Заколдованный круг» (1854), «Старушка» (1856), «На рубеже» (1857), «Цветочница» (1859), роман «Три поры жизни» (1853—1854).

## Критическая и публицистическая деятельность

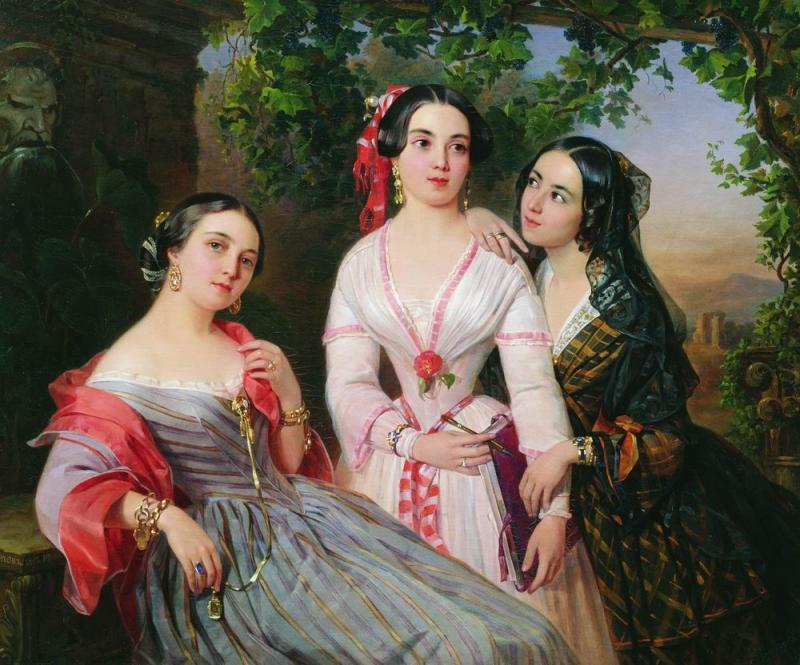
Групповой портрет сестер: писательницы графини Елизаветы Васильевны Салиас де Турнемир, художницы Софьи Васильевны Сухово-Кобылиной и Евдокии Васильевны Петрово-Соловово. Художник П. Н. Орлов (1847)

В 1856 году Евгения Тур становится заведующей беллетристическим отделом журнала «Русский вестник». Там же состоялась внушительная публикация Евгении Тур «Жизнь Жорж-Санд». В этом же журнале с 1857 года она начинает публиковать критические и публицистические статьи, посвященные жизни и деятельности иностранных писателей. Сотрудничество с «Русским вестником» продлилось почти 4 года — в 1860 году она покидает журнал вследствие полемики с редактором (о г-же Свечиной), по поводу которой Д. И. Писарев тогда же говорил, что «Русский Вестник» «не уважает умственной самостоятельности своих сотрудников». Этот эпизод развязал в печати бурную дискуссию. В поддержку писательницы выступили в «Современнике» Чернышевский, в «Московских Ведомостях» набиравший литературный авторитет К. Н. Леонтьев, в «Искре» сатирическим пером прошелся М. Е. Салтыков-Щедрин. Этому внутриредакционному скандалу посвящена заметка Ф. М. Достоевского «Литературная истерика».
В 1861 году писательница основала собственный журнал «Русская Речь» на средства сестры, Евдокии Васильевны Петрово-Соловово, просуществовал 13 месяцев, выходил раз в две недели. В «Русской Речи» она опубликовала ряд статей об М. В. Авдееве, В. В. Крестовском, Н. Д. Хвощинской, Ф. М. Достоевском. Достоевский напечатал тогда лишь первые свои четыре крупные вещи, но тонкому литературному чутью писательницы уже тогда было вполне ясно, что это громадный, великий талант. Ближайшими помощниками стали профессор Е. М. Феоктистов и выпускник Московского университета, магистр всеобщей истории, польский патриот Генрих Вызинский. Материалы согласились поставлять: Д. И. Каченовский, А. Н. Афанасьев, Ф. И. Буслаев, специалист по расколу Н. И. Субботин, искусствовед К. К. Герц. В рабочую редакцию с самого начала был включен Н. С. Лесков — вел рубрики: «Литературное и ученое обозрение», а также «Внутреннее обозрение». К сотрудничеству привлекли писателей — Александра Левитова, Василия Слепцова и весьма любимую в народе Н. С. Кохановскую. Газета выходила два раза в неделю, освещались вопросы литературы, истории и общественной жизни на Западе и в России. За публичные выступления в защиту выравнивания прав женщин Евгении Тур не позволили в газете «Русская Речь» вести раздел политики. Позже к газете присоединили «Московский Вестник», и стала она называться «Русская Речь и Московский Вестник». На себя Евгения Тур взяла все разделы, кроме «Политики». В начале ноября 1861 г. в газете появилась рецензия графини Салиас, посвященная роману Ф. М. Достоевского «Преступление и наказание». Всего за 1861 г. вышло 104 номера «Русской Речи», да ещё в январе 1862 г. два номера.
Евгения Тур печатала критические заметки в журналах «Библиотека для чтения», «Отечественные записки», газете «Северная Пчела».
Историко-литературный интерес представляет её критический очерк об «Отцах и детях» И. С. Тургенева, помещённый в 1862 году в «Северной Пчеле». Некогда сама прославленная знаменитым писателем и своим другом, она ополчается на «Отцов и детей» с искренним возмущением, с большой злобой и горечью. Она писала: «Неужели, все молодое поколение, эта надежда России, эти живые, зреющие силы, эти ростки и соки должны походить на Базарова, Аркадия или Ситникова?!». По её мнению, Тургенев «лучшие исключения из старого поколения воплотил в отцах, а самые уродливые из молодого — в сыновьях, в детях».

## 1860-е — 1880-е годы
В 1861 году в жизни Евгении Тур происходят значительные перемены. Eе сын, поступивший в 1859 году на юридический факультет Московского университета, сблизился со студентами, причастными к студенческому и революционному движению, и оказался вовлечен в литографирование и распространение запрещенных в России сочинений Герцена, Огарёва, Л. Фейербаха и других авторов. Участвовал в волнениях в университете, вызванных непосильной платой за лекции, запрещением сходок и ущемлением студентов в других правах. Сопровождались волнения закрытием университета и арестами студентов. Сама писательница, хотя и придерживалась умеренно-либеральных позиций, не скрывала своего сочувствия молодёжи. Глубоко волновал её «польский вопрос», поскольку в это время она находилась под сильным воздействием идей польского профессора Генриха Вызинского, часто бывавшего в её салоне. За Тур и её сыном был установлен негласный полицейский надзор.
В начале 1862 года она вынуждена была уехать во Францию. Здесь она сближается с представителями польской аристократии, интересуется вопросами религии, главным образом католичества, что во многом определило эволюцию её творчества.
Полицейский надзор за Е. Тур и ее сыном был снят лишь в 1882 г. периода жизни Е. Тур и времени ее возвращения в Россию. Письма Е.Тур показывают, что, находясь за границей, она глубоко переживает все происходящее на родине. Так, в письме от 16 октября 1864 г. она заявляет: «Что ни говорите, нигде в другой стране такого рабства, жестокостей, преступлений и бесчеловечий не вынесут. Отчаяние берет». Конец 1860-х гг. - время творческого молчания писательницы. О ее душевном состоянии в эти годы свидетельствуют реплики в письмах к ней А.П. Сусловой: «В вашем письме видно такое печальное настроение, что больно становится за Вас», «Я часто думаю о Вас, что Вы теперь одна, как Вы теперь живете». Причинами такого настроения писательницы были одиночество, разлука с близкими людьми, а главное -вынужденное бездействие. В письме к А.П. Сусловой от 4 января 1866 г. Е. Тур сообщала, что «Голос» и «Санкт-Петербургские ведомости» отказали ей в публикации фельетонов, поскольку они не подходили под «направление» этих изданий. А.П. Суслова писала в ответ: «Кажется, только один честный голос и был в последнее время - Ваш голос, теперь и его не будет». В более позднем письме к М.А. Бакунину она признавалась: «.мое значение судьи <.> ничтожно в политических делах <.> не значаще как писателя, тем более что я не могу ничего печатать за границей ради спокойствия моих детей». В отсутствии творческой свободы и состоянии душевного кризиса Е. Тур, очевидно, переживает какой-то глубокий внутренний перелом, о чем свидетельствует изменение характера ее творчества в начале 1870-х гг.
Поселившись в предместье Версаля, она живо принялась за публицистику: ведет хронику политической и культурной жизни во Франции, пишет биографию Виктора Гюго и переводит его роман «Отверженные», пристально следит за публичными дискуссиями по вопросу женского равенства в обществе, откликается на новые театральные постановки. В летних номерах журнала «Отечественные Записки» в 1863 году помещает обширную рецензию на кавказскую повесть Льва Толстого «Казаки». В газете «Голос» Тур ведет постоянную рубрику «Парижское обозрение». Она живет во Франции, а ее дом в Версале, как недавно в Москве, привлекает многих людей. И здесь в ее экумене – люди различные по своим политическим симпатиям, религиозным убеждениям и положению в обществе. К ней вхожи русские и польские эмигранты, среди которых друзья детства Герцен и Огарёв, бежавший из Сибири М.А. Бакунин, член центрального комитета «Земли и воли» А.А. Слепцов. В то же время в доме бывают и представители российской знати и бюрократии.

В 1866 г. Евгения Тур сменила тему – перешла к созданию художественных произведений для детей. Тогда же вышла ее повесть из первых веков христианства «Катакомбы». В мае 1885 г. Л.Н. Толстой в письме В.Г. Черткову пишет: 
«Сейчас прочел Катакомбы и завтра, 10-го, посылаю вам по почте. Это превосходная вещь по содержанию. Язык совсем другого тона, чем народный, и я начал было делать замечания, но этот язык нельзя и не надо изменять – надо только его подчистить и обойти иностранные слова и иногда обороты речи. Но и так, как есть, это превосходная книжка для народа».
Там же она пишет повесть из семейных преданий «Семейство Шалонских», выдержавшую несколько изданий, и роман «Сергей Бор-Раменский», пользовавшийся в среде читателей крупным успехом.
В 1870 году вернулась в Россию. В последние годы Евгения Тур пишет в основном повести и романы для детей и юношества: «Катакомбы» (1866), «Жемчужное ожерелье» (1870), «Хрустальное сердце» (1873), «Семейство Шалонских» (1879), «Последние дни Помпеи» (1882), «Священная история Ветхого завета» (1888), «Сергей Бор-Раменский» (1888) и др. Книги эти пользовались огромной популярностью и многократно переиздавались.

В 1880-е годы Елизавета Васильевна – постоянная сотрудница журнала «Детский Отдых», в котором она напечатала большое число повестей и рассказов, оригинальных или поданных в изложении. Пишет очерки о жизни подвижников и святых героев, благочестивому юношеству адресует самую крупную свою повесть «Княжна Дубровина», предлагает в доступном изложении историю Ветхого и Нового Завета. В 1881 г. она издает обширный очерк «Профессор П.Н. Кудрявцев». Л.Н. Толстой в дневниковой записи в марте 1884 г. отметил: 
«Вечер читал Сальяс о Кудрявцеве – прекрасно»
Журнал «Детский Отдых» был основным печатным органом, в котором часто печаталась Тур в последние годы,  ее произведения печатались там и после ее кончины.
Последние годы Евгения Тур подолгу гостила в Варшаве у своего зятя И. В. Гурко, генерал-губернатора. Скончалась там же 15 (27) марта 1892 года. Похоронена в родовой усыпальнице Шепелевых в монастыре Тихонова пустынь близ Калуги.

## Память
На доме в Калуге, где жила писательница в 1880-е годы, осенью 2015 года усилиями местных краеведов открыли к двухсотлетию со дня ее рождения памятную доску.

### Переводы
- Петрарка (Из Revue de Paris) [Пер. с фр.] // Телескоп. 1832. № 9. «Науки и искусство». С. 47–76.
- Погребение молочницы. [Пер с фр.] // Телескоп. 1834. № 37. «Изящная слов.». С. 25–51. (Из Revue de Paris.)
- Дюма А. Сен-Бернар. Отрывок из первой части «Путевых впечатлений» [Пер с фр.] // Телескоп. 1833. № 24. «Проза». С. 449–496.
- Дюма А. Люэшские ванны и чёртов мост (Из путевых впечатлений). [Пер с фр.] // // Телескоп. 1835. № 2. С. 275–289; Оконч.: № 3. «Изящная словесность». С. 431–442. (Из Revue de Deux Mondes.)
- Фабиола Уайзмен Н.П. (пер. с англ. 1854)

### Сочинения

#### Проза
- Ошибка: Повесть (Посв. друзьям) // Современник. — 1849. Т.17. № 10 (октябрь). — С.137—284.
- Племянница: Роман // Современник. — 1851. — № 1—4. М.: Унив. тип. (Ч. 1 —365 с.; ч. 2 — 287 с.; ч. 3 — 269 с.; ч. 4 — 272 с.).
- Долг. Повесть // Современник. 1850. № 11. С. 5–60.
- Первое апреля. Сцены из светской жизни // Комета. Учёно-литературный альманах, изданный Николаем Щенкиным. — М.: Тип. А. Семена, 1851. — С. 257—426.
- Две сестры: Повесть // Отечественные записки, 1851. Т. 74. Январь. Отд. 1. «Словесность». — С. 221—292.
- Маркиза де ла Феррандьер // Библиотека для чтения. 1853. Т. 117. № 1–2. Февр. Смесь. С. 121–136. Б.п.
- Три поры жизни. Отрывок из романа // Библиотека для чтения. 1853. Т. 117. № 1–2. С. 239–314. Ч. 1–3. М.: Тип. В. Готье. 1854. Ч. 1 – 252 с.; Ч. 2 – 279 с.; Ч. 3 – 221 с.
- Госпожа Рекамье // Московитянин, 1854. № 6 (март). Кн. 2. Современные известия. — С. 172—192.
- Заколдованный круг. Повесть // Отечественные Записки. 1854. № 1 (янв.). Кн. 1. С. 139–240.
- Старушка // Русский вестник. — 1856. — Том 1
- Каприз. Долг Повесть. СПб. Библиотека для дач, пароходов и железных дорог: Собрание романов, повестей и рассказов, новых и старых, оригинальных и переводных / Изд. А. Смирдина. 1856. 193 с.
- Нравоописательный роман во Франции (Madame Bovary, moeurs de province, par Gustave Flaubert) // Русский Вестник. 1857. Т. 10. Июль-август. С. 244–284.
- На рубеже. Повесть. (Посвящается Е.В. Петрово-Соловово) // Русский Вестник. 1857. Т. 11. Сентябрь-октябрь. № 19. С. 803–884; Т. 12. Ноябрь-декабрь. № 20. С. 37–104; № 21. С. 331–368.
- Тур Евгения. Повести и рассказы Евгении Тур : в 4 частях. — М.: Тип. Каткова и К°, 1859.
- Тур Евгения. Последние дни Помпеи : Переделка [с англ.] для отроческого возраста. — М.: Унив. тип. (М. Катков), 1883. — 219 с.
- Три рассказа для детей / сочинение Евгении Тур. — Типография М. М. Стасюлевича, 1884.
- Тур Евгения. Мученики Колизея : Исторический рассказ для детей. — Калуга: тип. Губ. правл., 1884. — 146 с.
- Борьба испанцев с маврами и завоевание Гренады (1887)
- Тур Евгения. Семейство Шалонских : Из семейной хроники. — 3-е изд.. — СПб.: Унив. тип., 1891. — 156 с.
- Профессор П. Н. Кудрявцев: Воспоминания Евгении Тур. — Москва: Унив. тип., 1891. — [2], 72 с.
- Дети короля Лудовика XVI: [Повесть] / [Соч.] Евгении Тур. — 2-е изд. — Санкт-Петербург: тип. М. М. Стасюлевича, 1893. — [2], 185 с.
- Княжна Дубровина: Повесть в 3 ч. — Москва: тип. Г. Лисснера и Д. Собко, 1909. — 320 с.
- Салиас де Турнемир Е.В. Воспоминания о войне 1877–1878 гг. – Харьков: Фолио, 2012;

#### Поэзия
- Чужая душа – потёмки. Пьеса // Отечественные Записки. 1852. Март. Кн. 3. Отд. 1. С. 1–30.

- Стихотворения // Отечественные Записки. 1856. № 11, ноябрь. Раздел I «Словесность. Науки и Художества». С. 98–113. Стихотворения: «В белом платьице, с цветами». – «Силою песни любовной смирю я». – Шарманка. – Тучка. – «Я ее обнимал». – «Порывается наружу». – Идиллия. – Трактирщица. – «Как сладко спишь ты, ангел мой». – «Он победил!» – «Вот, вот сюда, под этот дуб ветвистый». – «Ты весела была и радостна, как птица». – Утро. – Колос. – «Ты уезжала в дальний край». – «Когда за горы солнце ляжет». – «Идут, идут полосами». – «Какой-то дух меня влечет». – «Безбрежное море горело». – Лотос. Подпись: З. Тур.
- Стихотворение «Во время сумерек, когда поля и лес» // Отечественные записки. 1857. № 1, январь. Раздел I «Словесность, Науки и Художества». С. 90. Подпись: З.В. Тур.
- Семь стихотворений // Отечественные записки. 1857. № 3 (март). Раздел I «Словесность, Науки и Художества».
- Семь стихотворений: Эскиз. С. 178. – «Тебя узнать нельзя». С. 178. – «Прости ему!» С. 206. – «Я тебя не забыла, мой милый». С. 316. – «Ночь горит несметными звездами». С. 317. – «Покатилась звезда» (из Гейне). С. 317. – «Из миртов цветущих и роз благовонных». С. 318. Подпись: З.В. Тур.
- Три стихотворения // Отечественные записки. 1857. № 4, апрель. Раздел I «Словесность, Науки и Художества». Три стихотворения: «Тоска и лень». С. 659. – «Из Гейне». С. 661. – «Феникс». С. 661. Подпись: З.В. Тур.

### Критика
- Мисс Бронте, ее жизнь и сочинения (1856)
- The Life of Charlotte Brontё by Mistriss Gaskell
- Jane Eyre, Shirley, the Professor, Villette, romances by Correr Bell
- Жизнь Жорж-Санд // Текст издания: "Русский Вестник", 1856 год, No 3.
- Казаки Кавказская повесть // 1852 г. Графа Л. Н. Толстого ("Рус. Вестн." No 1).
- Политическая комедия во Франции (1863)
- Les Ganaches, comédie en quatre actes, par Victorien Sardou, troisième edition (1863)
- Le fils de Giboyer, comédie en cinq actes et en prose, par Emile Augier (1862)
- О Саре Бернар и ее репертуаре на московской сцене (1882)

## Семья

### Мать
Мария Ивановна (1782/1789—1862). Дочь Елизаветы Петровны (?—1839), урождённой Кречетниковой, и Ивана Дмитриевича Шепелева (?—1812), бригадира, предводителя дворянства Калужской губернии (22.12.1806—20.08.1812), родного брата генерала Дмитрия Дмитриевича Шепелева. Родители Марии Ивановны похоронены в Тихоновой пустыни Калужского уезда в семейном склепе.

### Отец
Василий Александрович Сухово-Кобылин (1782—1873). В 1799 году произведён в офицерское звание при Гвардейской Конной артиллерии, с 1811 года — подполковник 4-й Запасной Артиллерийской бригады. Участник Отечественной войны, в сражении под Аустерлицем был ранен (потерял глаз). Обстреливал из своих орудий Париж и 19 марта 1814 года вступил в него в авангарде русской армии под начальством графа Петра Палена. В 1814 году в чине полковника вышел в отставку. Владелец имений в Московской, Тульской, Ярославской губерниях. В 1816 году купил особняк в Москве (Большой Козловский переулок, ныне — дом 13/17, сохранился). Предводитель дворянства Подольского уезда Московской губернии. С 1846 года — управляющий Выксунскими заводами Ивана Родионовича Баташе́ва, в родстве с которым находилась его супруга. Мария Ивановна была хозяйкой литературного салона в своём доме на Тверской близ Страстного монастыря, в известном москвичам «Доме Фамусова».
Жили и в усадьбе Кречетниковых Воробьёво Калужской губернии. Елизавета Васильевна выросла в имении бабушки в селе Росве (пригороде Калуги) и оставила воспоминания о нём.

### Сёстры и братья
- Александр Васильевич (17 [29] сентября 1817, Москва — 11 [24] марта 1903, Больё-сюр-Мер, Франция) — русский философ; драматург; переводчик; почётный академик Петербургской Академии наук
- Софья Васильевна (1825, Москва — 25 сентября (7 октября) 1867, Рим (по другим сведениям — имение Кобылинка, Чернский уезд, Тульская губерния)) — русская художница. Первая официально признанная профессиональная женщина-художник в России.[26]
- Евдокия Васильевна (30 октября 1819—1896)[27][28]. Супруг — Михаил Фёдорович Петрово-Соловово (9 марта 1813 — 23 января 1885) — гвардии полковник Русской армии, в августе 1848 года женился на Е. В. Сухово-Кобылиной.
- Иван Васильевич, умер в младенчестве.

### Супруг
- Граф Анри Салиас-де-Турнемир, на русский манер — Андрей Иванович. Родился 7 августа 1811 года в Малартике (ныне коммуна Монтот-ле-Крено, департамент Жер, Франция)[29], умер 18 января 1894 года в Тулуза[30]. Способный художник и поэт, неудачливый предприниматель. На средства жены пытался наладить в России производство игристого вина из местного сырья, но потерпел неудачу и разорился. Некоторые современники характеризовали его крайне негативно, однако по мнению Л. В. Маньковой и Т. В. Мисникевич это может быть вызвано конфликтами из-за составленных им эпиграмм. В 1844 году выслан из России за дуэль[31].

### Дети
- Евгений Андреевич Салиас-де-Турнемир
- Мария Андреевна Салиас-де-Турнемир (1.11.[источник не указан 860 дней]1838 - 22.08.[источник не указан 860 дней]1906). Супруг — выдающийся полководец Иосиф Владимирович Гурко[32]
- Ольга Андреевна Салиас-де-Турнемир (12.5.1842 - ?7.07.1917[источник не указан 860 дней][33]) — жена прокурора, калужского губернатора Константина Николаевича Жукова.[источник не указан 860 дней][34]

## Увековечение памяти
На стене дома 24/50 по улице Космонавта Комарова города Калуги, в котором с 1886 по 1892 год проживала Евгения Тур, 25 ноября 2015 года установлена мемориальная доска.